# Катаму, Жени
Жени Сиприану Катаму (порт. Geny Cipriano Catamo; род. 26 января 2001, Бейра) — мозамбикский футболист, вингер португальского клуба «Спортинг» и сборной Мозамбика.

## Клубная карьера
Катаму выступал за молодёжные команды мозамбикского клуба «Блэк Буллз», португальских «Амора» и «Спортинг». В сентябре 2020 года подписал свой первый профессиональный контракт со «Спортингом». В основном составе «львов» дебютирова 29 декабря 2021 года в матче португальской Примейра-лиги против «Портимоненсе».

## Карьера в сборной
В 2019 году дебютировал за сборную Мозамбика.

## Достижения
«Спортинг»
- Чемпион Португалии (2): 2023/24, 2024/25
- Обладатель Кубка Португалии: 2024/25